# 11. Armee (Wehrmacht)
Die 11. Armee / Armeeoberkommando 11 (AOK 11) war ein Kommandobehörde des Heeres der Wehrmacht während des Zweiten Weltkrieges. Sie war Oberkommando jeweils wechselnder Armeekorps sowie zahlreicher Spezialtruppen.
Die 11. Armee wurde zweimal aufgestellt, einmal von Oktober 1940 bis November 1942 und erneut von November 1944 bis April 1945. Während der zweiten Aufstellungsperiode wurde die Armee auch häufig als 11. Panzerarmee sowie als 11. SS-Panzerarmee bezeichnet.

## Erste Aufstellung
Die 11. Armee wurde am 5. Oktober 1940 gebildet, um sich auf den bevorstehenden Krieg gegen die Sowjetunion vorzubereiten. Die Armee war beim Einmarsch in die Sowjetunion Teil der Heeresgruppe Süd. Bis zum Beginn des geplanten Angriffs hatte das Armeeoberkommando 11 rumänische Ölfelder bei Ploiești für den Fall zu schützen, dass die Rote Armee sich dem deutschen Aufmarsch entgegenstellen würde. Die verbündeten rumänischen Armeen (3. und 4.) sollten zwar dem AOK 11 ebenfalls unterstehen, waren allerdings aus politischen Gründen dem rumänischen Staatsführer Ion Antonescu unterstellt. Am 24. Juni erfolgte die rumänische Kriegserklärung, und am folgenden Tag wurde dem Armeeoberkommando 11 die Vorbereitung der Offensive über den Pruth befohlen. Für den Angriff, der am 2. Juli 1941 mit dem Unternehmen München eingeleitet wurde, waren der 11. Armee drei Generalkommandos mit sieben Infanterie-Divisionen sowie die deutsche Heeresmission in Rumänien (72. Infanterie-Division) und die Luftwaffenmission (60 Jagdflugzeuge) unterstellt worden.

### Gliederung Juni 1941
- XI. Armeekorps (General der Infanterie von Kortzfleisch) mit der 22., 46., 76. und 239. Infanterie-Division
- rumänisches Gebirgskorps mit der rumänischen 7. Inf.-Division und drei Gebirgsbrigaden
- XXX. Armeekorps (General der Infanterie von Salmuth) mit der 198. Infanterie-Division und rumänische 8. und 14. Inf.-Division
- LIV. Armeekorps (General der Kavallerie Hansen) mit der 50. und 170. Infanterie-Division

Gegen den ursprünglichen Plan, zuerst auf Winniza vorzugehen, sollten die Truppen sich nunmehr zunächst über den Dnjestr bei Mogilew nach Proskurow zu bewegen, wo der Anschluss an die 17. Armee hergestellt werden sollte. Der Widerstand der sowjetischen Südfront (Generalleutnant I.W. Tjulenew) verlangsamte das Vorankommen der deutsch-rumänischen Verbände erheblich. Als die Spitzen der 11. Armee im Raum Soroca standen, wurde ihre Südflanke am 9. Juli von einem sowjetischen Gegenangriff getroffen, der das Abdrehen eines Korps zur Einnahme von Kischinew nötig machte. Die Verbände der 11. Armee konnten deshalb nicht mehr in die sich ab Mitte Juli entwickelnde Kesselschlacht bei Uman eingreifen. Nachdem in dieser Schlacht allerdings drei sowjetische Armeen (6., 12. und Teile der 18. Armee) aufgerieben worden waren, gewannen die deutsch-rumänischen Verbände in der Ukraine eine größere Bewegungsfreiheit.
Am 12. August erhielt Schobert eine neue Weisung, die ihn beauftragte, gegen den Dnjepr zu operieren und Anfang September bei Berislaw einen Brückenkopf zu errichten.
Die 11. Armee wurde mit der Eroberung der Krim und der Sicherung der südlichen Flanke der über den Dnjper vorstoßenden Heeresgruppe Süd beauftragt. Das LIV. und XXX. Armeekorps wurde gegen die Landenge von Perekop angesetzt, während das XI. Armeekorps und das neu unterstellte XXXXIX. (Geb.)Armeekorps (General Kübler) die Rote Armee verfolgte. Nachdem der bisherige Oberbefehlshaber Generaloberst Eugen Ritter von Schobert bei einem Erkundungsflug am 11. September 1941 in einem russischen Minenfeld gelandet und bei einer durch sein Flugzeug ausgelösten Explosion gestorben war, wurde General der Infanterie Erich von Manstein zu dessen Nachfolger ernannt.

### Eroberung der Krim
Nach der Schlacht am Asowschen Meer im September/Oktober 1941 erhielt die 11. Armee den Befehl zur Eroberung der Krim. Wenig später gelang ihr der Durchbruch durch die Landenge von Perekop. Am 30. Oktober begann sie die 250-tägige Belagerung von Sewastopol. Nachdem zur Jahreswende 1941/42 starke sowjetische Kräfte auf der Halbinsel Kertsch gelandet waren (→ Kertsch-Feodossijaer Operation) und die 11. Armee im Rücken bedrohten, begann sie die Operationen des Jahres 1942 im Mai mit dem Unternehmen Trappenjagd, bei dem die sowjetischen Truppen auf der Halbinsel Kertsch völlig aufgerieben und 170.000 Gefangene gemacht wurden. Das anschließende Unternehmen Störfang gegen Sewastopol führte Anfang Juli zum Fall der Stadt. Die 11. Armee schnitt die sowjetischen Einheiten erfolgreich vom Seezugang ab, wodurch geschätzte 100.000 Soldaten in deutsche Kriegsgefangenschaft gerieten. Für diesen Erfolg wurde Manstein zum Generalfeldmarschall befördert.

### Gliederung Juni 1942
- XXX. Armeekorps: 72. Inf.-Div. und 170. Inf.-Div., 28. leichte Infanterie-Division
- XXXXII. Armeekorps: 46. Inf.-Div., rumänisches General-Kommando 7 (10. und 19. Division, 4. Gebirgs-Division, 8. Kavallerie-Brigade)
- LIV. Armeekorps: 22. (Luftlande-)Inf.-Div., 24. Inf.-Div. und 50. Inf.-Div., verstärktes Infanterie-Regiment 213
- Rumänisches Gebirgs-Korps: 18. Division, 1. Gebirgs-Division

Manstein empfahl, dass die 11. Armee nun entweder die Meerenge von Kertsch überqueren und in die Region Krasnodar vorrücken sollte, um die Stadt Rostow am Don einzunehmen, oder sich als Reserve für die Heeresgruppe Süd bereithalten würde. Hitler entschied jedoch, dass die Armee nicht am Unternehmen Blau teilnehmen sollte, in der die Heeresgruppe Süd in Südrussland auf Stalingrad vorrückte. Stattdessen wurden die Kräfte der 11. Armee aufgeteilt:
- Das XXXXII. Armeekorps verblieb mit der 46. und 50. Infanterie-Division zur Sicherung auf der Krim.
- Die 22. (Luftlande-)Infanterie-Division wurde als Besatzungsdivision nach Kreta verlegt.
- Die 72. Infanterie-Division wurde an die Heeresgruppe Mitte abgegeben.

Die 11. Armee selbst wurde mit dem XXX. und LIV. Armeekorps und zunächst nur vier Divisionen zur Heeresgruppe Nord verlegt. Dort sollte sie planmäßig auf zwölf Divisionen verstärkt und anschließend mit dem Unternehmen Nordlicht die Leningrader Blockade auflösen. Tatsächlich musste sie jedoch einen Angriff sowjetischer Truppen in der Ersten Ladoga-Schlacht (August bis Oktober 1942) östlich von Leningrad abwehren. Anschließend wurde das Armeeoberkommando kurzzeitig an der Nahtstelle zwischen den Heeresgruppen Mitte und Nord eingesetzt, wo es die sowjetische Toropez-Cholmer Operation bei Toropez an führender Stelle („Unternehmen Taubenschlag“) bekämpfen sollte.
Am 21. November 1942 wurde das Armeeoberkommando 11 (AOK 11) mit Generalfeldmarschall Manstein dann jedoch in das Heeresgruppenkommando Don umgewandelt und übernahm dort den Befehl über die 6. Armee, die 4. Panzerarmee und die rumänische 3. Armee.

## Neuaufstellung Januar 1945
Am 26. Januar 1945 wurde das Panzerarmeeoberkommando 11 aus Teilen des Stabes Oberkommando Oberrhein durch die Waffen-SS neu aufgestellt, wodurch die Bezeichnung 11. Panzerarmee sowie 11. SS-Panzerarmee gängig wurden. Unterstellt wurde der Verband der Heeresgruppe Weichsel. Am 28. Januar wurde SS-Obergruppenführer Felix Steiner Oberbefehlshaber der Armee, blieb aber weiterhin auch Kommandierender General des III. SS-Panzerkorps. Ende Februar war der Großverband an dem Unternehmen Sonnenwende beteiligt, musste aber infolge des Unternehmens in die Verteidigung übergehen; der Stab wurde durch das PzAOK 3 abgelöst. Nachdem der Stab der 11. Armee (ohne Oberbefehlshaber) in den Harz an die Westfront verlegt wurde, löste Hitler diesen am 25. März auf und bildete daraus zwei Korpsstäbe, einen davon zur Verwendung Steiners für einen zu befehlenden Sondereinsatz (→ Schlacht um Berlin). Am 2. April wurde das Armeeoberkommando 11 unter dem stellvertretenden Oberbefehl von Otto Hitzfeld neu gegründet und geriet vom 7. bis 9. April in heftige Kämpfe im Raum Struth bei Mühlhausen/Thüringen. Der Oberbefehl ging wenige Tage später an General Walther Lucht über. Die Reste der 11. Armee gerieten Ende April im Raum Blankenburg in Kriegsgefangenschaft.

## Oberbefehlshaber
- Generaloberst Eugen von Schobert – 5. Oktober 1940 bis 11. September 1941
- Generalfeldmarschall Erich von Manstein – 12. September 1941 bis 20. November 1942
- SS-Obergruppenführer Felix Steiner – 28. Januar bis 5. März 1945
- General der Infanterie Otto Hitzfeld – 2. bis 8. April 1945
- General der Artillerie Walther Lucht – 8. bis 21. April 1945